# Addison Alves
Addison Alves de Oliveira (sinh 20 tháng 3 năm 1981) là một cầu thủ bóng đá người Brasil thi đấu ở vị trí tiền đạo cho Persija Jakarta ở Liga 1.

## Thống kê sự nghiệp

### Câu lạc bộ
Tính đến trận đấu diễn ra ngày 14 tháng 3 năm 2018.
| Câu lạc bộ           | Mùa giải     | Giải vô địch       | Giải vô địch | Giải vô địch | Cúp     | Cúp       | Châu lục | Châu lục  | Tổng    | Tổng      |
| Câu lạc bộ           | Mùa giải     | Hạng đấu           | Số trận      | Bàn thắng    | Số trận | Bàn thắng | Số trận  | Bàn thắng | Số trận | Bàn thắng |
| -------------------- | ------------ | ------------------ | ------------ | ------------ | ------- | --------- | -------- | --------- | ------- | --------- |
| Puertollano          | 2010-2011    | Segunda División B | 32           | 7            | –       | –         | –        | –         | 32      | 7         |
| Burgos               | 2011-2012    | Segunda División B | 12           | 3            | 1       | 0         | –        | –         | 13      | 3         |
| Coruxo               | 2012-2013    | Segunda División B | 11           | 0            | –       | –         | –        | –         | 11      | 0         |
| PSIS Semarang        | 2013         | Divisi Utama       | 15           | 9            | –       | –         | –        | –         | 15      | 9         |
| Persela Lamongan     | 2014         | ISL                | 23           | 9            | –       | –         | –        | –         | 23      | 9         |
| Osotspa Samut Prakan | 2015         | TPL                | 27           | 12           | –       | –         | –        | –         | 27      | 12        |
| Siam Navy            | 2016         | T1                 | 20           | 3            | –       | –         | –        | –         | 20      | 3         |
| Persipura Jayapura   | 2017         | Liga 1             | 30           | 15           | –       | –         | –        | –         | 30      | 15        |
| Persija Jakarta      | 2018         | Liga 1             | 2            | 0            | 0       | 0         | 4        | 1         | 5       | 1         |
| Career Total         | Career Total | Career Total       | 172          | 58           | 1       | 0         | 4        | 1         | 177     | 59        |

1. ↑  Includes Copa del Rey và Piala Indonesia.
2. ↑  Số lần ra sân ở Cúp AFC.